# Libertalia
Libertalia – rzekoma republika piracka, istniejąca pod koniec XVII wieku na Madagaskarze. Wymieniona jest m.in. w książce Historia najsłynniejszych piratów autorstwa kapitana Charlesa Johnsona (1724). Według przedstawionej tam relacji, założycielem Libertalii był francuski pirat, kpt. Misson. Źródło to podaje także nazwisko Thomasa Tew, który według Johnsona był admirałem pirackiej republiki.
Motyw Libertalii pojawia się w grze komputerowej Uncharted 4: Kres złodzieja.